# Jane Munene-Murago
Jane Munene-Murago (Kenia, siglo XX) es una directora y productora de cine keniana que fue la primera mujer en estudiar cine en Kenia.[cita requerida]

## Biografía
En 1976, Munene fue la única mujer en graduarse en el Instituto de Comunicación de Masas de Kenia (KIMC). Su primer documental, The Tender One (1979), fue realizado con el apoyo de la Organización de las Naciones Unidas como parte del Año Internacional del Niño.
Unbroken Spirit (2011) fue un retrato de Monica Wangu Wamwere, la madre del activista de los derechos humanos Koigi wa Wamwere, quien en 1992 participó junto a Wangari Maathai en la huelga de hambre de madres para la liberación de los presos políticos. La película se proyectó en el African Film Festival de Nueva York de 2012.
Murago-Munene fue presidenta de la Asociación Nacional de Cine de Kenia. Es Directora Ejecutiva de FEPACI.

## Filmografía
- The Tender One, 1979
- (with Dommie Yambo-Odotte) The Chosen One, 1991
- Women, Water, and Workload, 1994. 14-minute documentary.
- Enkishon: the Maasai Child in Kenya, 1995. 28-minute documentary.
- Out of Silence, 2000. 23-minute documentary.
- The Price of a Daughter, 2003.
- Behind Closed Doors, 2003.
- Unbroken Spirit, 2011. Documentary